# Koerilenstraten

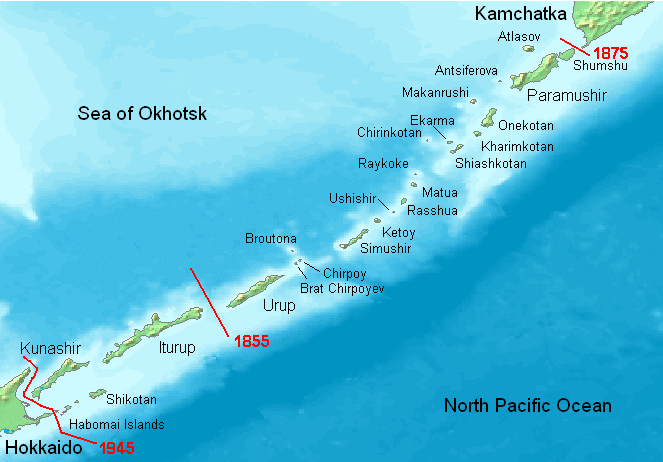
Koerilen

De Koerilenstraten (Russisch: Курильские проливы; Koerilskieje prolivy) is een groep van 26 zeestraten die de eilanden van de Koerilen scheidt van elkaar en de Zee van Ochotsk verbindt met de Grote Oceaan.
Dit zijn van het noordoosten naar het zuidwesten (niet volledig):
- Straat Koerilen (of Eerste Koerilenstraat) - tussen het schiereiland Kamtsjatka (NW) en het eiland Sjoemsjoe (ZO);
- Tweede Koerilenstraat - tussen Sjoemsjoe (NW) en Paramoesjir (ZO);
- Straat Alaid - tussen Atlasov (NW) en Paramoesjir (ZO)
- Straat Levasjova - tussen Paramoesjir (NW) en de Ptitsji-eilanden (ZW);
- Straat Loezjin (Derde Koerilenstraat) - tussen Antsiferova (NO) en Paramoesjir (ZO)
- Vierde Koerilenstraat - tussen Antsiferova (NO) en Paramoesjir (NO) en Makanroesji (ZW) en Onekotan (ZW);
- Straat Krenitsyna - tussen Onekotan (NO) en Charimkotan (ZW);
- Straat Ekarma - tussen Ekarma (NW) en Sjiasjkotan (ZO);
- Straat Kroezensjtern - tussen Lovoesjki (N) en Rajkoke (Z);
- Straat Golovin - tussen Rajkoke (N) en Matoea (Z);
- Straat Srednego - tussen Rassjoea (NO) en de Oesjisjir-eilanden (ZW);
- Straat Boessol - tussen Simoesjir (NO) en Oeroep (ZW);
- Straat Sno-oel - tussen Tsjirpoj (NO) en Brat Tsjirpojev (ZW) en Morskaja Vydra (ZW)
- Straat Jekaterina - tussen Itoeroep (NO) en Koenasjir (ZW);
- Straat de Vries - tussen Oeroep en Itoeroep;
- Straat Zuid-Koerilen - tussen Koenasjir (NW) en Chabomai-eilanden (ZO);
- Straat Polonskogo - tussen Polonskogo (NO) en Zeljony (ZW);
- Straat Vojekova - tussen Zeljony (NO) en Joeri (ZW);
- Straat Joeri - tussen Joeri (NO) en Anoetsjina (ZW);
- Straat Tanfiljeva - tussen Tanfiljeva (NW) en Anoetsjina (ZO);
- Straat Nemuru-Koenasjir - tussen Koenasjir (O) en Hokkaido (W);
- Izmenybaai/Straat - tussen het hoofdeiland van Koenasjir (N) en haar schiereiland Veszovski (O).

De zeestraten bestaan gedeeltelijk uit overstroomde valleien tussen de vulkanische kegels die boven de zee uitsteken en die de eilanden gevormd hebben. De breedte van de straten varieert van 1,8 kilometer (Tweede Koerilenstraat) tot 74 kilometer (Straat Kroezensjtern). De diepten varieert van 10 meter tot 500 meter (eveneens bij de hiervoorgenoemde straten). De straten kennen sterke getijstromingen (2 tot 12 kilometer per uur).